# Детермінант Слейтера
Детермінант (визна́чник) Слейтера — антисиметрична щодо перестановки часток хвильова функція багаточастинкової квантовомеханічної системи, побудована із одночастинкових функцій. 
Детермінант Слейтера задає найпростіший спосіб побудови антисиметричної функції, необхідної для опису систем, які складаються із багатьох ферміонів.
Для цього використовується властивість визначника міняти знак при перестановці стовпчиків. 

## Випадки

### Двочастинковий випадок
Найпростіший спосіб апроксимації багаточастинкової хвильової функції - взяти добуток коректно підібраних одночастинкових хвильових функцій. Для випадку двох частинок, матимемо 
{\displaystyle \Psi (\mathbf {r} _{1},\mathbf {r} _{2})=\psi _{1}(\mathbf {r} _{1})\psi _{2}(\mathbf {r} _{2}).}
Цей вираз використовується у методі Гартрі як анзац для багаточастинкової хвильової функції і відомий під назвою добутку Гартрі. Хоча він не є задовільним для ферміонів, наприклад, для електронів, оскільки така хвильова функція не є антисиметричною, тобто не виконується рівність
{\displaystyle \Psi (\mathbf {r} _{1},\mathbf {r} _{2})=-\Psi (\mathbf {r} _{2},\mathbf {r} _{1}).}
З цієї причини добуток Гартрі не задовольняє принципу нерозрізнюваності частинок. Ця проблема може бути розв'язана, якщо взяти лінійну комбінацію обох добутків Гартрі.
{\displaystyle \Psi (\mathbf {r} _{1},\mathbf {r} _{2})={\frac {1}{\sqrt {2}}}\{\psi _{1}(\mathbf {r} _{1})\psi _{2}(\mathbf {r} _{2})-\psi _{1}(\mathbf {r} _{2})\psi _{2}(\mathbf {r} _{1})\}}
{\displaystyle ={\frac {1}{\sqrt {2}}}{\begin{vmatrix}\psi _{1}(\mathbf {r} _{1})&\psi _{2}(\mathbf {r} _{1})\\\psi _{1}(\mathbf {r} _{2})&\psi _{2}(\mathbf {r} _{2})\end{vmatrix}}}
тут множник {\displaystyle {\frac {1}{\sqrt {2}}}} - це нормувальний коефіцієнт. Така хвильова функція є антисиметричною. Більше того вона стає нульовою, якщо будь-які дві хвильові функції однакові. Наслідком цього є принцип виключення Паулі.

### Узагальнення
Детермінант Слейтера для системи із N ідентичних часток будується наступним чином. Береться набір N  лінійно незалежних одночастинкових хвильових функцій {\displaystyle \psi _{i}(\mathbf {r} )}. Антисиметрична хвильова функція матиме вигляд 
{\displaystyle \psi (\mathbf {r} _{1},\mathbf {r} _{2},\ldots ,\mathbf {r} _{i},\ldots ,\mathbf {r} _{N})={\frac {1}{\sqrt {N!}}}\left|{\begin{matrix}\psi _{1}(\mathbf {r} _{1})&\psi _{2}(\mathbf {r} _{1})&\ldots &\psi _{i}(\mathbf {r} _{1})&\ldots &\psi _{N}(\mathbf {r} _{1})\\\psi _{1}(\mathbf {r} _{2})&\psi _{2}(\mathbf {r} _{2})&\ldots &\psi _{i}(\mathbf {r} _{2})&\ldots &\psi _{N}(\mathbf {r} _{2})\\&&&\vdots \\\psi _{1}(\mathbf {r} _{i})&\psi _{2}(\mathbf {r} _{i})&\ldots &\psi _{i}(\mathbf {r} _{i})&\ldots &\psi _{N}(\mathbf {r} _{i})\\&&&\vdots \\\psi _{1}(\mathbf {r} _{N})&\psi _{2}(\mathbf {r} _{N})&\ldots &\psi _{i}(\mathbf {r} _{N})&\ldots &\psi _{N}(\mathbf {r} _{N})\end{matrix}}\right|}
Таким чином задається загальна антисиметрична форма хвильової функції. Зазвичай одночасткові хвильові функції  {\displaystyle \psi _{i}(\mathbf {r} )} або невідомі, або мають невідомі параметри, які визначаються при розв'язку рівняння Шредінгера, наприклад, варіаційним методом. 
Така процедура використовується, зокрема, у методі Гартрі — Фока самоузгоджених квантовомеханічних розрахунків.